# André Castanet
André Castanet va ser atleta francès, que va córrer a primers del segle XX i que va prendre part en els Jocs Olímpics de París el 1900. Guanyà la medalla de plata en la prova dels 5000 metres per equips, formant part de l'equip nacional francès junt a Henri Deloge, Jean Chastanié, Michel Champoudry i Gaston Ragueneau.